# Pyrausta fuscobrunnealis
Pyrausta fuscobrunnealis là một loài bướm đêm trong họ Crambidae.